# Шарп, Филлип
Фи́ллип А́ллен Шарп (англ. Phillip Allen Sharp; род. 6 июня 1944, Фалмут, Кентукки, США) — американский генетик и молекулярный биолог. В 1993 году вместе с Ричардом Робертсом получил Нобелевскую премию по физиологии и медицине «за открытие, независимо друг от друга, прерывистой структуры гена».
Доктор философии (1969), Институтский профессор MIT, член Национальных Академии наук (1983) и Медицинской академии США, а также Американского философского общества (1991). Иностранный член Лондонского королевского общества (2011). Удостоен Национальной научной медали США (2004) и ряда других высокопрестижных наград, в частности лауреат Ласкеровской премии.

## Биография
Родился в городе Фалмут (Кентукки). Степень доктора философии по химии получил в 1969 году в Университете Иллинойса. До 1971 года постдок в Калифорнийском технологическом институте, а затем — в Лаборатории в Колд Спринг Харбор под руководством Джеймса Уотсона. С 1974 года работает в Массачусетском технологическом институте, где в 1985—1991 годах директор Центра исследований рака (ныне это Koch Institute for Integrative Cancer Research), в 1991—1999 годах заведовал кафедрой биологии (MIT Department of Biology) — куда туда и туда он первоначально и поступил, в 2000—2004 годах директор-основатель McGovern Institute for Brain Research. С 1999 года Институтский профессор MIT. Член Американской академии искусств и наук. Соучредитель и член советов директоров Biogen Idec, Inc. и Alnylam Pharmaceuticals.
В 2016 году подписал письмо с призывом к Greenpeace, Организации Объединённых Наций и правительствам всего мира прекратить борьбу с генетически модифицированными организмами (ГМО).

## Награды
- Премия НАН США в области молекулярной биологии[англ.] (1980)
- Премия Альфреда Слоуна[англ.] (1986)
- Международная премия Гайрднера (1986)
- Премия Луизы Гросс Хорвиц (1988)
- Премия Альберта Ласкера за фундаментальные медицинские исследования (1988)
- Премия Диксона (1991)
- Нобелевская премия по физиологии и медицине (1993)
- Benjamin Franklin Medal for Distinguished Achievement in the Sciences[англ.] (1999)
- Национальная научная медаль США (2004)
- Double Helix Medal[англ.] (2006, среди первых удостоенных)
- Winthrop-Sears Medal[англ.] (2007)
- American Association for Cancer Research’s Margaret Foti Award for Leadership and Extraordinary Achievements in Cancer Research (2010)
- Hope Funds for Cancer Research Award for Excellence in Basic Science (2013)
- Othmer Gold Medal[англ.] (2015)
- AACR Award for Lifetime Achievement in Cancer Research (2020)